# Ɛ̰́
Cette page contient des caractères spéciaux ou non latins. S’ils s’affichent mal (▯, ?, etc.), consultez la page d’aide Unicode.
Ɛ̰́ (minuscule : ɛ̰́), appelé epsilon tilde souscrit accent aigu, est un graphème utilisé dans l’écriture du mbelime et du nateni.
Il s’agit de la lettre epsilon diacritée d’un tilde souscrit et d’un accent aigu.

## Représentations informatiques
L’epsilon tilde souscrit accent aigu peut être représenté avec les caractères Unicode suivants :
- décomposé (latin étendu B, Alphabet phonétique international, diacritiques)[1],[2],[3] :

| formes    | représentations | chaînes de caractères | points de code       | descriptions                                                                        |
| --------- | --------------- | --------------------- | -------------------- | ----------------------------------------------------------------------------------- |
| capitale  | Ɛ̰́               | Ɛ◌̰◌́                   | U+0190 U+0330 U+0301 | lettre majuscule latine e ouvert diacritique tilde souscrit diacritique accent aigu |
| minuscule | ɛ̰́               | ɛ◌̰◌́                   | U+025B U+0330 U+0301 | lettre minuscule latine epsilon diacritique tilde souscrit diacritique accent aigu  |

## Sources
- ɛ̰́, Scriptsource.org